# Quilt

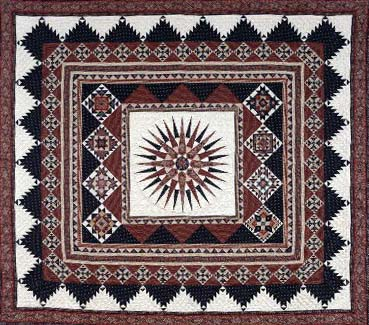
Quilt "Wind Rose of Time", 1992

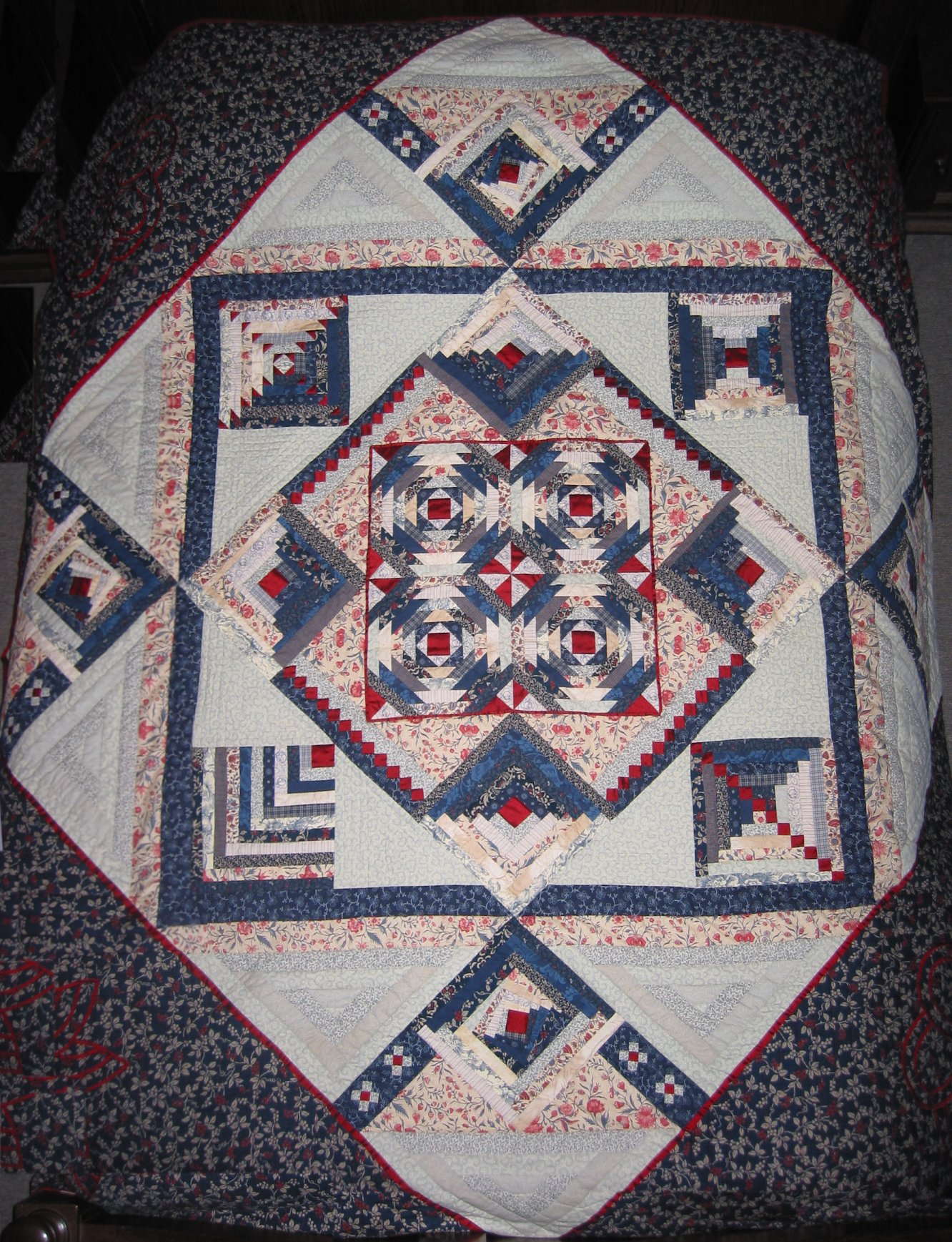
Deken quilt

Een quilt is een doorgestikte deken. Hij wordt gemaakt van drie lagen textiel die op elkaar genaaid worden door middel van quilten. De top (bovenste laag) kan een hele lap stof zijn (whole cloth) of patchwork. Het woord quilt is afgeleid van het Latijnse culcita, dat gevulde zak betekent. Via de Franse woorden couette en cuile werd dit later quilt.
Oorspronkelijk was de quilt bedoeld als deken, om zich te beschermen tegen koude weersinvloeden. De motieven waren eenvoudig.

## Geschiedenis
De geschiedenis van de quilt gaat al heel ver terug. De oudste quilt die is gevonden, dateert uit de Romeinse tijd. De oudste quilt in Nederland is een poppendeken uit 1680.
Tijdens de kruistochten droegen de kruisvaarders gequilte jassen om zich te beschermen tegen de kou en de ruwe harnassen.
In Europa werd het quilten vooral gebruikt voor de functionaliteit van het eindproduct en waren de motieven zeer eenvoudig. Pas later werd er meer aandacht besteed aan het uiterlijke en werden ze rijker versierd.
In de negentiende eeuw namen emigranten uit Europa de quilttechnieken mee naar Amerika, waar de quilt heel populair werd. Meisjes leerden het quilten al op jonge leeftijd. Voor iedere speciale gelegenheid, zoals een bruiloft of een geboorte, werd een quilt gemaakt. Door symbolen in quilts te verwerken, konden vrouwen hun mening geven over allerlei maatschappelijke gebeurtenissen. Net als merklappen kregen quilts hierdoor een historische waarde.
In 1924 was de eerste quilttentoonstelling in New York. In Europa was de quilt minder populair. 

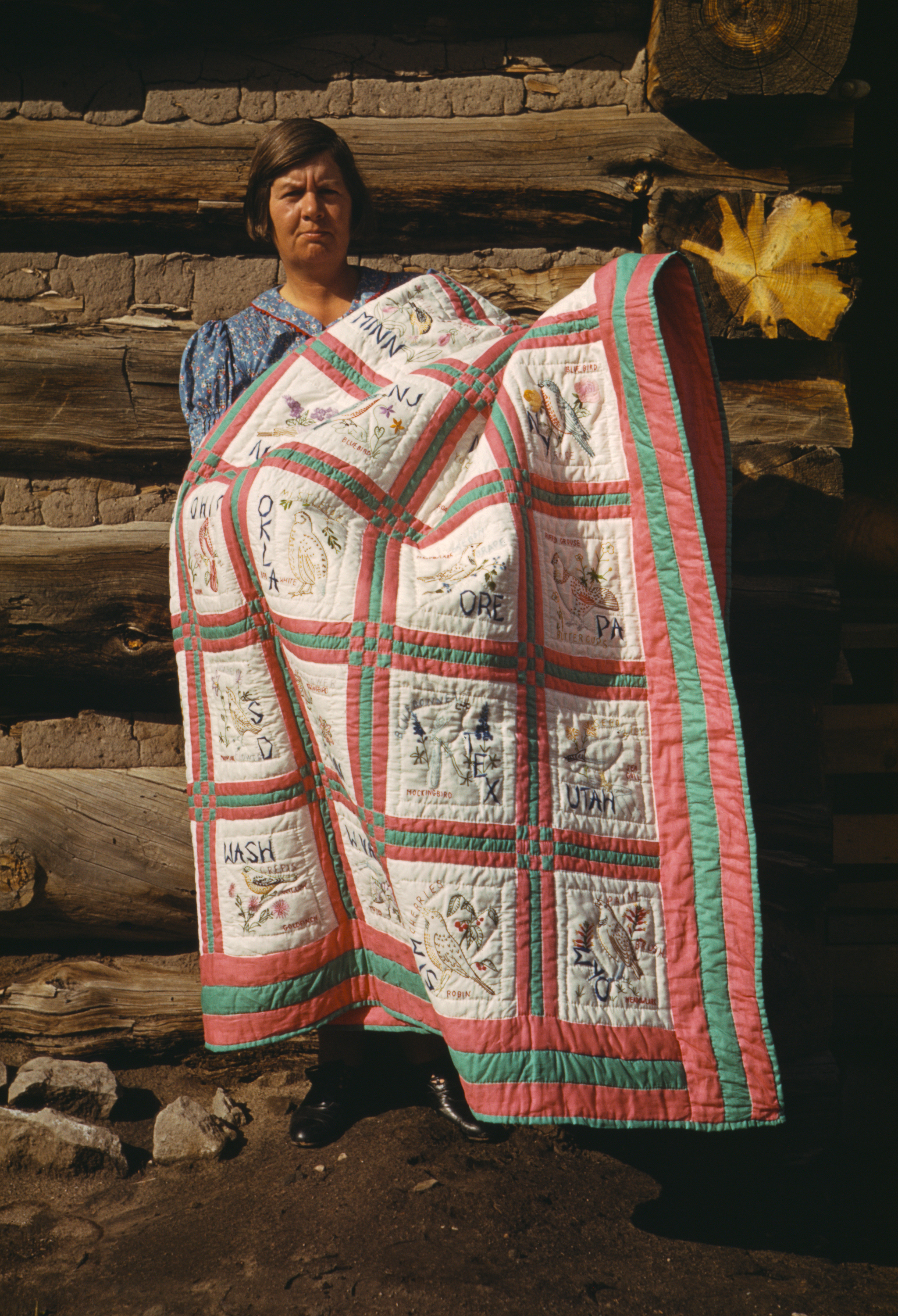
Quilt, 1940

Vanaf ongeveer 1950 zijn textielkunstenaars gaan experimenteren en zijn de artquilts ontstaan, waar ook textielvreemde materialen in verwerkt worden. 
In de loop der jaren ontstond er bij kunsthistorici grote belangstelling voor quilts en dan met name de quilts van de amish. Deze laatste vertoonden namelijk veel overeenkomsten met de toenmalige moderne kunst. Het duurde tot 1970 voordat patchwork en quilten in Europa weer populair werd bij het grote publiek. Onder andere de Afro-Amerikaanse kunstenaar Faith Ringgold maakte quilts sinds de jaren 1970, waarbij ze de strijd van de zwarte Amerikanen tegen racisme in beeld brengt. 
Een belangrijke reden daarvoor was de quilttentoonstelling van 1971 in New York. Deze tentoonstelling is later naar Parijs en Amsterdam gegaan. Deze tentoonstelling zorgde voor veel publiciteit en er ontstond bij het grote publiek weer belangstelling voor patchwork en quilten.
De tweede grote impuls kwam in 1976 tijdens de viering van het tweehonderdjarige onafhankelijkheidsfeest van de Verenigde Staten. Er werd tijdens dat feest veel aandacht besteed aan oude ambachten en tradities. Hierdoor kwamen patchwork en quilten ook weer in de belangstelling te staan. Veel mensen herinnerden zich nog de betekenis van patchwork en quilten uit hun jeugd. Er ontstonden meteen quiltclubs, verenigingen, quiltwinkels en congressen.
Het maken van quilts wordt ook wel quilten genoemd.